# كميل شمبير
كميل شمبير (حلب 8 مارس 1892- دمشق 9 نوفمبر 1934) موسيقي وملحن وعازف بيانو سوري.

## حياته
كان يتقن اللغة الفرنسية، ويجيد التكلم باللغتين الإنكليزية والإيطالية. تعلم العزف على عدد من الآلات الموسيقية ومنها العود والكمان والكلارنيت والترومبيت، لكنه برع في العزف على البيانو. عندما بلغ عامه الخامس عشر نزح إلى الأرجنتين، وأقام بمدينة بوينس أيرس، ثم سافر في عام 1908 إلى إيطاليا، ودرس الموسيقى فيها، ثم غادرها إلى أمريكا حيث عمل مدة من الزمن في دار الأوبرا. ومن ثم عاد إلى سوريا حيث مكث في حلب بعض الوقت وعمل في شركة سكة حديد بغداد التى كانت تعمل يومئذ على مدّ خطوطها.
ولمّا أُعلنت الحرب العالمية الأولى وبدأت تركيا بتجنيد شباب العرب سافر عام 1914 إلى مصر هرباً من التجنيد حيث قدّم في القاهرة عدداً من الحفلات الموسيقية، ثم ترأس في عام 1918 فرقة نجيب الريحاني، وكتب لمسرحه عدداً من «الأوبريت» من نوع الكوميديا الغنائية، ثم ترأس فرقة أمين عطا الله في عام 1925. استمر تعاون كميل شمبير مع مسرحي الريحاني وأمين عطا الله سبع سنوات، وهي المدة التي مكث فيها في مصر قبل أن يعود إلى سوريا.
عاود نشاطه الفني في حلب، فعمل أستاذاً لتدريس البيانو في المدرسة الشيبانية بحلب وثم وبالاشتراك مع النادي الكاثوليكي قدم أوبريت بعنوان «حلب على المسرح» إلا أنها لم تلق النجاح الذي كان يرجوه.
اشترك كميل شمبير في أوائل الثلاثينات مع عمر أبو ريشة وفؤاد رجائي آغا القلعة والشيخ علي الدرويش وأحمد الأوبري في تأسيس النادي الموسيقي في حلب.

## أعماله
ألحانه تتنوع بين الأناشيد والمونولوجات والطقاطيق والأوبريتات.

### الأوبريتات
ومنها: الغريب البائس، المروءة والحب، حلب على المسرح، عقبال عندك، شهر العسل، النونو، المجرم، ساعة الحظ ، الحب يا ما لوع، غنى وفقير، ليالى الأنس، وتوسكا التي ترجمها عن الإيطالية.

### الأناشيد
ومنها: نشيد الشرق، سورية، بغداد، لبنان، الملك فيصل، الراية، الحرية، الكلمة، سورية الجميلة، يا بلبل الأوطان، يا بلاداً في جبين المشرق.

### المونولوجات
ومنها: اذكرينى، الخيال، سكن الليل، نبئينى يا حمامة، نجمة الليل، يا بلاداً، أيها الغزال، أتت هند تشكو.

### الطقاطيق
ومنها: طوّل بالك، حماتي، زفة العروس، الصبر طيّب، وحياة عيني ما ميل للغير، يا درة نيلي يا مشوية، وأشهرها نويت أسيبك.

## أسطوانات
سجل لدى شركتي بيضافون وأوديون بعض الأسطوانات من تقاسيم وبشارف وسماعيات ضاع معظمها ولم يبق منها سوى أسطوانة واحدة في الوجه الأول منها تقاسيم (بمب) على البيانو، وفي الوجه الثاني مع البيستون والكمان والعود.